# Shouyangshan
Shouyangshan (kinesiska: 首阳山, 首阳山镇) är en köping i Kina. Den ligger i provinsen Henan, i den centrala delen av landet, omkring 87 kilometer väster om provinshuvudstaden Zhengzhou. Antalet invånare är 46 483. Befolkningen består av 23 014 kvinnor och 23 469 män. Barn under 15 år utgör 17,0 %, vuxna 15-64 år 72 %, och äldre över 65 år 9,0 %.
Genomsnittlig årsnederbörd är 666 millimeter. Den regnigaste månaden är juli, med i genomsnitt 134 mm nederbörd, och den torraste är december, med 7 mm nederbörd.